# The Well (film 1913)
The Well è un cortometraggio muto del 1913 diretto da Tony O'Sullivan.

## Produzione
Il film fu prodotto dalla Biograph Company.

## Distribuzione
Distribuito dalla General Film Company, il film - un cortometraggio in una bobina - uscì nelle sale cinematografiche USA il 12 giugno 1913.